# Анно-Требиновка
А́нно-Треби́новка (укр. Ганно-Требинівка) — село в Устиновской поселковой общине Кропивницкого района Кировоградской области Украины.
До 2020 года входило в Устиновский район
Население по переписи 2001 года составляло 582 человека. Почтовый индекс — 28622. Телефонный код — 5239. Код КОАТУУ — 3525880401.